# 第三代戰機

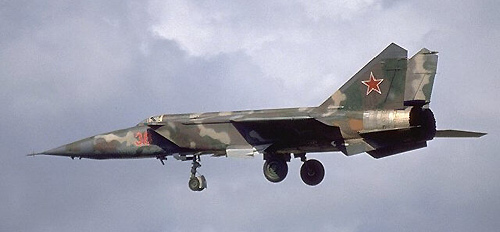
苏联米格-25为典型的第三代战机

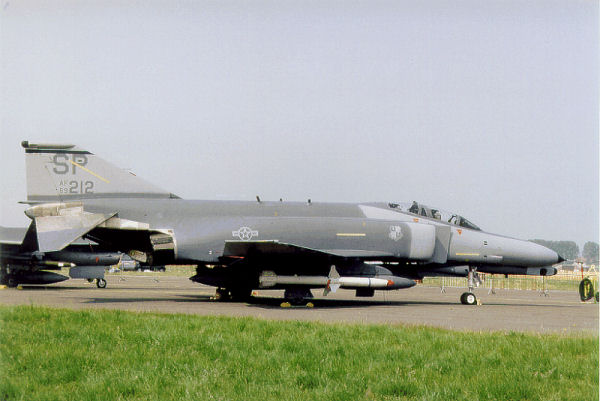
美国F-4幽靈II型戰鬥機

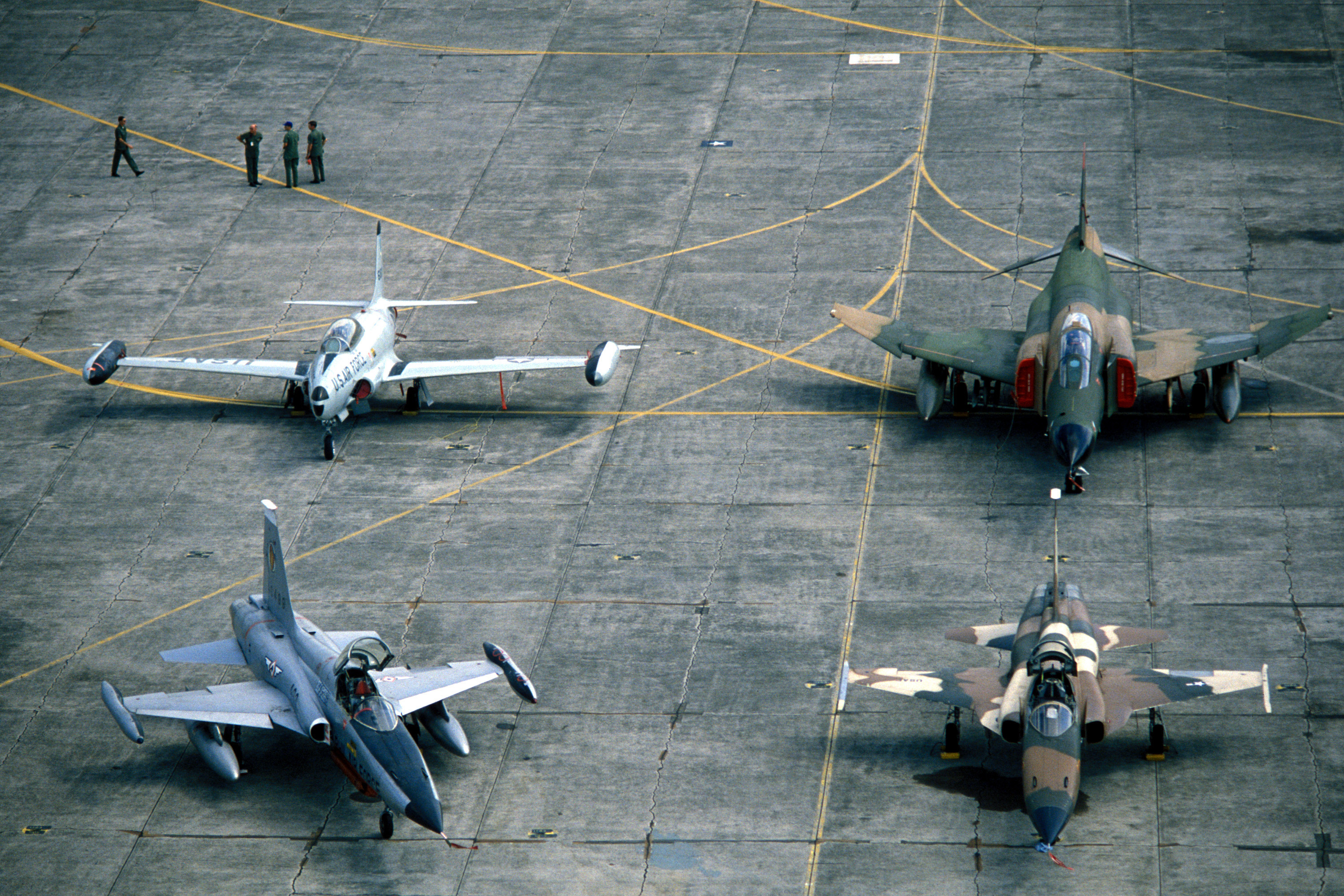
駐菲美軍的F-4、T-33與F-5E及菲律賓空軍的F-5A，克拉克空軍基地

第三代戰機是1960年代後主要出現的戰鬥機，其特色為中低空機動靈活性高、配備先進雷達設備、加強導彈應用（例如進行視距外作戰(BVR)）等。

## 特徵
第三代戰鬥機出現於1960年代，這個階段將先前累積的使用經驗已經各種試驗的結果加以整合。許多高速飛行時的現象和控制問題獲得相當程度的解決，高後掠角度的機翼設計已經不受到青睞，三角翼和幾何可變機翼與後掠角度小於45度的梯形翼成為設計的主流。發動機的輸出透過耐高溫特殊材料和冷卻技術而更上一層樓。雷達與各類航電逐漸成熟與複雜化，機鼻進氣口幾乎完全被放棄，以配合大型雷達天線的安裝需求，而這個需求使得飛機的大小和成本迅速高漲。
第三代戰鬥機將空對空飛彈作為標準武裝之一，並且在越戰、六日戰爭與印巴戰爭當中使用，這些使用經驗對於飛彈系統本身多是負面的評價，不過飛彈的重要性以及發展的方向逐漸在各國受到重視，打下日後的基礎。
前兩代的發展當中，單一用途的攔截機與戰鬥轟炸機進展至此，受惠於各項系統的進步，尤其是雷達與航電的功能以及效能，使得第三代的戰鬥機開始趨向多任務，多用途的路線。此代的戰機以F-4、F-5、MiG-25 為主要代表。

## 戰鬥機種
- 法國
  - 幻影F1型战斗机
  - 超級軍旗攻擊機 (海軍)

- 伊朗
  - 考剎爾戰鬥機

- 以色列
  - 幼獅戰鬥機

- 日本
  - 三菱F-1戰鬥機

- 中华人民共和国
  - 殲-8

- 南非
  - Atlas Cheetah（英语：Atlas Cheetah）

- 苏联
  - 米格-23戰鬥機
  - 米格-25戰鬥機
  - Su-15攔截機
  - Su-17攻擊機
  - 图波列夫 Tu-28

- 瑞典
  - SAAB 37雷式戰鬥機

- 英国
  - 海鷂戰鬥攻擊機

- 美国
  - AV-8獵鷹II式攻擊機
  - F-4幽靈II戰鬥機
  - F-5自由鬥士戰鬥機
  - F-111戰鬥轟炸機

### 已被取消的機型
- 法國
  - 幻象F2 (1966年6月12日首飛)
  - Dassault Mirage G (1967年11月18日首飛)
  - Dassault Mirage IIIV（英语：Dassault Mirage IIIV） (1967年11月18日首飛)

- 中华人民共和国
  - 殲-12 (1970年12月26日首飛)

- 巴基斯坦
  - Project Sabre II（英语：Project Sabre II）(Project Abandoned)

- 苏联
  - Mikoyan-Gurevich Ye-8（英语：Mikoyan-Gurevich Ye-8）(1962年9月11日首飛)
  - Mikoyan-Gurevich Ye-150/Ye-151/Ye-152（英语：Mikoyan-Gurevich Ye-150 family） (1959年7月10日首飛)

- 英国
  - Hawker P.1121（英语：Hawker P.1121） (未曾建造)
  - Hawker Siddeley P.1154（英语：Hawker Siddeley P.1154）(未曾建造)

- 美国
  - Bell D-188A（英语：Bell D-188A） (未曾建造)
  - Douglas F5D Skylancer（英语：Douglas F5D Skylancer） (1956年4月21日首飛)
  - Douglas F6D Missileer（英语：Douglas F6D Missileer） (未曾建造)
  - General Dynamics/Grumman F-111B（英语：F-111B） (1965年5月18日首飛)
  - Grumman XF12F（英语：Grumman G-118） (未曾建造)
  - X-27試驗機 (未曾建造)
  - YF-12戰鬥機 (1963年8月7日首飛)
  - XF-108輕劍戰鬥機 (未曾建造)
  - XFV-12戰鬥機 (不能飛行)
  - Vought XF8U-3 Crusader III（英语：Vought XF8U-3 Crusader III） (1958年6月2日首飛)
- 西德
  - EWR VJ 101（英语：EWR VJ 101） (1963年4月10日首飛)
  - VFW VAK 191B（英语：VFW VAK 191B） (1971年9月20日首飛)